# Volleyballclub 2010 Eltmann 2019-2020
Questa voce raccoglie le informazioni riguardanti il Volleyballclub 2010 Eltmann nelle competizioni ufficiali della stagione 2019-2020.

## Organigramma societario
Area direttiva
- Presidente: Peter Knieling

Area tecnica
- Allenatore: Marco Donat
- Allenatore in seconda: Felix Reschke
- Assistente allenatore: Christian Knospe, Merten Krüger, Sebastian Richter
- Scout man: Christian Knospe

Area sanitaria
- Medico: Andreas Först, Matthias Kuhr
- Fisioterapista: Gina-Maria Feix, Martin Winter

## Rosa
| N° | Nome              | Ruolo | Data di nascita  | Nazionalità sportiva |
| -- | ----------------- | ----- | ---------------- | -------------------- |
| 1  | Roosewelt Filho   | C     | 12 ottobre 1984  | Brasile              |
| 4  | Mircea Peța       | S     | 2 aprile 1994    | Romania              |
| 5  | Jonas Sagstetter  | S     | 21 aprile 1999   | Germania             |
| 6  | Shunsuke Watanabe | L     | 11 aprile 1988   | Giappone             |
| 8  | Merten Krüger     | P     | 8 novembre 1990  | Germania             |
| 9  | Tomáš Halanda     | S     | 25 aprile 1992   | Slovacchia           |
| 10 | Richard Peemüller | O     | 8 marzo 1998     | Germania             |
| 11 | Rafał Prokopczuk  | P     | 23 marzo 1999    | Polonia              |
| 12 | Tobias Werner     | L     | 16 maggio 1997   | Germania             |
| 13 | Mathäus Jurkovics | C     | 27 aprile 1998   | Austria              |
| 14 | Irfan Hamzagić    | O     | 14 febbraio 1992 | Serbia               |
| 15 | Luuc Van der Ent  | C     | 27 luglio 1998   | Paesi Bassi          |
| 16 | Marko Knauer      | C     | 3 giugno 1982    | Germania             |
| 17 | Carlos Antony     | S     | 23 aprile 1988   | Brasile              |
| 18 | Fabian Sagstetter | L     | 13 agosto 1990   | Germania             |

## Risultati

### 1. Bundesliga

#### Girone di andata
| 1ª giornata - 12 ottobre 2019 ZF-Arena Friedrichshafen, Friedrichshafen | Friedrichshafen | 3 - 0 | Eltmann        | 25-19, 25-17, 25-23              |
| 2ª giornata - 18 ottobre 2019 Brose Arena, Bamberga                     | Eltmann         | 1 - 3 | Rüsselsheim    | 17-25, 25-18, 18-25, 21-25       |
| 3ª giornata - 23 ottobre 2019 Landkost-Arena, Bestensee                 | Netzhoppers     | 3 - 1 | Eltmann        | 25-21, 23-25, 25-23, 25-16       |
| 4ª giornata - 27 ottobre 2019 Brose Arena, Bamberga                     | Eltmann         | 3 - 0 | Giesen         | 25-22, 25-21, 25-22              |
| 5ª giornata - 10 novembre 2019 Bayernwerk Sportarena, Unterhaching      | Unterhaching    | 3 - 0 | Eltmann        | 31-29, 25-15, 25-22              |
| 6ª giornata - 13 novembre 2019 Brose Arena, Bamberga                    | Eltmann         | 0 - 3 | Rottenburg     | 22-25, 23-25, 18-25              |
| 7ª giornata - 16 novembre 2019 Nikolaushalle, Herrsching am Ammersee    | Herrsching      | 3 - 1 | Eltmann        | 25-20, 25-14, 18-25, 25-21       |
| 8ª giornata - 24 novembre 2019 Brose Arena, Bamberga                    | Eltmann         | 0 - 3 | Charlottenburg | 17-25, 25-27, 23-25              |
| 9ª giornata - 5 dicembre 2019 Arena Kreis Düren, Düren                  | Dürener         | 3 - 1 | Eltmann        | 20-25, 25-20, 25-18, 25-18       |
| 10ª giornata - 14 dicembre 2019 Gellersenhalle, Reppenstedt             | Lüneburg        | 3 - 2 | Eltmann        | 25-20, 21-25, 22-25, 25-20, 15-7 |
| 11ª giornata - 21 dicembre 2019 Georg-Schäfer-Halle, Eltmann            | Eltmann         | 3 - 0 | Bühl           | 25-22, 25-22, 25-21              |

#### Girone di ritorno
| 12ª giornata - 22 gennaio 2020 Georg-Schäfer-Halle, Eltmann        | Eltmann        | 3 - 2 | Friedrichshafen | 16-25, 25-19, 21-25, 25-23, 15-11 |
| 13ª giornata - 19 gennaio 2020 Fraport Arena, Francoforte sul Meno | Rüsselsheim    | 3 - 0 | Eltmann         | 25-18, 25-21, 25-23               |
| 14ª giornata - 1º marzo 2020 Georg-Schäfer-Halle, Eltmann          | Eltmann        | 3 - 2 | Netzhoppers     | 32-30, 18-25, 22-25, 25-22, 15-12 |
| 15ª giornata - 26 febbraio 2020 Volksbank-Arena, Hildesheim        | Giesen         | 3 - 0 | Eltmann         | 25-22, 25-20, 25-19               |
| 16ª giornata - 5 febbraio 2020 Georg-Schäfer-Halle, Eltmann        | Eltmann        | 1 - 3 | Unterhaching    | 19-25, 23-25, 25-23, 19-25        |
| 17ª giornata - 9 febbraio 2020 Paul Horn-Arena, Tubinga            | Rottenburg     | 3 - 1 | Eltmann         | 25-15, 24-26, 25-20, 26-24        |
| 18ª giornata - 22 febbraio 2020 Georg-Schäfer-Halle, Eltmann       | Eltmann        | 1 - 3 | Herrsching      | 21-25, 18-25, 25-21, 20-25        |
| 19ª giornata - 30 ottobre 2019 Max-Schmeling-Halle, Berlino        | Charlottenburg | 3 - 0 | Eltmann         | 25-23, 25-18, 25-19               |
| 20ª giornata - 8 marzo 2020 Georg-Schäfer-Halle, Eltmann           | Eltmann        | 0 - 3 | Dürener         | 16-25, 21-25, 21-25               |
| 21ª giornata - 14 marzo 2020 Georg-Schäfer-Halle, Eltmann          | Eltmann        | -     | Lüneburg        | annullata                         |
| 22ª giornata - 21 marzo 2020 Großsporthalle, Bühl                  | Bühl           | -     | Eltmann         | annullata                         |

### Coppa di Germania

#### Fase a eliminazione diretta
| Ottavi di finale - 2 novembre 2019 ZF-Arena Friedrichshafen, Friedrichshafen | Friedrichshafen | 3 - 1 | Eltmann | 27-25, 23-25, 25-21, 32-30 |

## Statistiche

### Statistiche di squadra
| Competizione      | Punti | In casa | In casa | In casa | In trasferta | In trasferta | In trasferta | Totale | Totale | Totale |
| Competizione      | Punti | G       | V       | P       | G            | V            | P            | G      | V      | P      |
| ----------------- | ----- | ------- | ------- | ------- | ------------ | ------------ | ------------ | ------ | ------ | ------ |
| 1. Bundesliga     | 11    | 10      | 4       | 6       | 10           | 0            | 10           | 20     | 4      | 16     |
| Coppa di Germania | -     | 0       | 0       | 0       | 1            | 0            | 1            | 1      | 0      | 1      |
| Totale            | -     | 10      | 4       | 6       | 11           | 0            | 11           | 21     | 4      | 17     |

G = partite giocate; V = partite vinte; P = partite perse